# Фидаи
Фидаи, фидаины (араб. الفِدَائِىٌّ‎ «жертвующий»; перс., от араб. فدائيون‎ «жертвующие»: «человек, жертвующий собой во имя веры, идеи») — термин, обозначающий членов ряда революционных боевых партий, участников национально-освободительных движений, партизанских организаций и групп. В первоначальной форме слово было использовано ассасинами.
Солидарные группы среди палестинских беженцев, которые в ходе арабо-израильской войны (1947—1949) бежали или были изгнаны из Палестины, также назывались фидаинами. Базы фидаинов находились в Египте, Ливане и Иордании. На их базе перед Шестидневной войной (1967) были созданы Организация освобождения Палестины и ей подобные группы. Во многих левых группировках Запада они пользовались большой популярностью, рассматривались как предшественники борьбы за мировую революцию и, соответственно, идеализировались.
После событий «Чёрного сентября» (1970) они были изгнаны из Иордании и поселились в Ливане. Фидаины стали важным фактором в развязывании Гражданской войны в Ливане.
В Ираке при Саддаме Хусейне существовало вооружённое формирование «Федаин Саддам», чтобы создать связь с мифом о палестинских фидаинах.
Некоторые иранские группировки, которые были активны во время исламской революции в Иране, также назывались фидаинами.
- Во время Иранской революции 1905-11 федаями именовали участников вооружённых отрядов, являвшихся основной движущей силой революции.
- Также стали называться бойцы городских отрядов патриотического подполья в Алжире в период национально-освободительной войны 1954-62
- В Египте 1950-х годов федаями называли членов вооружённых отрядов, состоявших в основном из палестинских беженцев. Ряд источников считает, что Египет использовал их для террористической войны против Израиля[1][2][3][4].

Шейх Изз ад-Дин аль-Кассам — считается первым федаином Палестины.
Его имя стало[где?] синонимом слову «палестинское сопротивление». Pакеты Кассам — оружие палестинских партизан — названы в его честь, в арабском мире он считается одним из первых, кто «поднял палестинских арабов на борьбу с сионизмом и Израилем».
Федаины Ирана — название иранской леворадикальной организации «Федаин-е Хальк-е Иран» («Жертвующие собой во имя иранского народа»), которые пытались организовать борьбу против режима Хомейни.
Организация «Федаины ислама» — взяли на себя ответственность за теракт возле гостиницы Marriott, в Исламабаде, Пакистан в 2008 году.